# طروة (ريمة)

تعديل مصدري - تعديل

طروة أو قرية طروة هي قرية جبلية في عزلة حورة بمديرية الجبين التابعة لمحافظة ريمة اليمنية، بلغ تعداد سكانها 485 نسمة حسب إحصاء اليمن لعام 2004.

## المحلات التابعة للقرية
- كمد
- الجبانة
- الجربب
- الجيبل
- هباء
- السحيل
- الكراسيع

## روابط خارجية
- الدليل الشامل